# Liste der Nummer-eins-Hits in Griechenland (2017)
Diese Liste der Nummer-eins-Hits in Griechenland von 2017 basiert auf den offiziellen Top 75 Albums Sales Chart und der offiziellen Top 20 Airplay Chart der IFPI Griechenland. wurden keine Albumcharts veröffentlicht. Informationen über die Wochen 31 und 32 der Albumcharts wurden auf der offiziellen Homepage nicht veröffentlicht.

## Singles
| ← 2016 ← | Liste der Nummer-eins-Hits in Griechenland (Airplay) | Liste der Nummer-eins-Hits in Griechenland (Airplay) | Liste der Nummer-eins-Hits in Griechenland (Airplay)                                          | 2018 →                    |
| \| Zeitraum \| Wo. ges. \| Interpret \| Titel Autor(en) \| Zusätzliche Informationen \| \| (Zeitraum, Wochen auf Platz eins, Interpret, Titel, Autor[en], zusätzliche Informationen) \| \| \| \| \| \| ----------------------------------------------------------------------------------------- \| -------- \| ------------------------------------------- \| --------------------------------------------------------------------------------------------- \| ------------------------- \| \| 50. Woche 2016 – 4. Woche 2017 7 Wochen (insgesamt 6) \| 6 \| Kaleo \| Way Down We Go Jökull Júliusson \| – \| \| 5.–18. Woche 14 Wochen \| 14 \| Rag ’n’ Bone Man \| Human Rory Graham, Jamie Hartman \| – \| \| 19.–28. Woche 10 Wochen (insgesamt 13) \| 13 \| Ed Sheeran \| Shape of You Ed Sheeran, Steve Mac, Johnny McDaid, Kandi Burruss, Tameka Cottle, Kevin Briggs \| – \| \| 29.–34. Woche 6 Wochen \| 6 \| Luis Fonsi feat. Daddy Yankee \| Despacito Luis Fonsi, Erika Ender \| – \| \| 35.–37. Woche 3 Wochen (insgesamt 13) \| 13 \| Ed Sheeran \| Shape of You Ed Sheeran, Steve Mac, Johnny McDaid, Kandi Burruss, Tameka Cottle, Kevin Briggs \| – \| \| 38.–44. Woche 7 Wochen \| 7 \| Κωνσταντίνος Αργυρός / Konstantinos Argyros \| Ξημερώματα / Ximeromata \| – \| \| 45. Woche 2017 – 3. Woche 2018 11 Wochen \| 11 \| Νίκος Οικονομόπουλος / Nikos Oikonomopoulos \| Για κάποιο λόγο / Gia kapoio logo \| – \| |                                                      |                                                      |                                                                                               |                           |
| ← 2016 |                                                      |                                                      |                                                                                               | → 2018 →                  |
| Zeitraum | Wo. ges.                                             | Interpret                                            | Titel Autor(en)                                                                               | Zusätzliche Informationen |
| (Zeitraum, Wochen auf Platz eins, Interpret, Titel, Autor[en], zusätzliche Informationen) |                                                      |                                                      |                                                                                               |                           |
| 50. Woche 2016 – 4. Woche 2017 7 Wochen (insgesamt 6) | 6                                                    | Kaleo                                                | Way Down We Go Jökull Júliusson                                                               | –                         |
| 5.–18. Woche 14 Wochen | 14                                                   | Rag ’n’ Bone Man                                     | Human Rory Graham, Jamie Hartman                                                              | –                         |
| 19.–28. Woche 10 Wochen (insgesamt 13) | 13                                                   | Ed Sheeran                                           | Shape of You Ed Sheeran, Steve Mac, Johnny McDaid, Kandi Burruss, Tameka Cottle, Kevin Briggs | –                         |
| 29.–34. Woche 6 Wochen | 6                                                    | Luis Fonsi feat. Daddy Yankee                        | Despacito Luis Fonsi, Erika Ender                                                             | –                         |
| 35.–37. Woche 3 Wochen (insgesamt 13) | 13                                                   | Ed Sheeran                                           | Shape of You Ed Sheeran, Steve Mac, Johnny McDaid, Kandi Burruss, Tameka Cottle, Kevin Briggs | –                         |
| 38.–44. Woche 7 Wochen | 7                                                    | Κωνσταντίνος Αργυρός / Konstantinos Argyros          | Ξημερώματα / Ximeromata                                                                       | –                         |
| 45. Woche 2017 – 3. Woche 2018 11 Wochen | 11                                                   | Νίκος Οικονομόπουλος / Nikos Oikonomopoulos          | Για κάποιο λόγο / Gia kapoio logo                                                             | –                         |

## Alben
| ← 2016 ← | Liste der Nummer-eins-Hits in Griechenland | Liste der Nummer-eins-Hits in Griechenland  | Liste der Nummer-eins-Hits in Griechenland                                                                                               | 2018 → |
| \| Zeitraum \| Wo. ges. \| Interpret \| Titel \| Zusätzliche Informationen \| \| (Zeitraum, Wochen auf Platz eins, Interpret, Titel, zusätzliche Informationen) \| \| \| \| \| \| ------------------------------------------------------------------------------ \| -------- \| ------------------------------------------- \| ---------------------------------------------------------------------------------------------------------------------------------------- \| --------------------------------------------------------------------------------------------------------------------------------------------------- \| \| 51. Woche 2016 – 5. Woche 2017 7 Wochen \| 7 \| Παντελής Παντελίδης / Pantelis Pantelidis \| Για παντα / Gia panta \| – \| \| 6.–12. Woche 7 Wochen (insgesamt 8) \| 8 \| (Soundtrack) \| La La Land \| – \| \| 13. Woche 1 Woche (insgesamt 4) \| 4 \| Αντώνης Ρέμος / Antonis Remos \| Σπασμένα κομμάτια της καρδιάς / Spasmena kommatia tis kardias \| – \| \| 14. Woche 1 Woche \| 1 \| (Verschiedene Interpreten) \| Join the Club 5 \| – \| \| 15.–16. Woche 2 Wochen (insgesamt 4) \| 4 \| Αντώνης Ρέμος / Antonis Remos \| Σπασμένα κομμάτια της καρδιάς / Spasmena kommatia tis kardias \| – \| \| 17. Woche 1 Woche \| 1 \| (Verschiedene Interpreten) \| Σπασμένα κομμάτια της καρδιάς / In the Mix V.7 by Petros Karras \| – \| \| 18.–19. Woche 2 Wochen \| 2 \| Χάρης Κωστόπουλος / Haris Kostopoulos \| Live \| – \| \| 20. Woche 1 Woche (insgesamt 8) \| 8 \| (Soundtrack) \| La La Land \| – \| \| 21. Woche 1 Woche \| 1 \| Πάολα / Paola \| Πάολα live / Paola Live \| – \| \| 22.–23. Woche 2 Wochen \| 2 \| Τάσος Ιωαννίδης / Tassos Ioannidis \| Λάχανα και Χάχανα – Τραγουδοτσουλήθρες / Lahana kai Hahana - Tragoudotsoulithres \| Mit Musik für Kinder schafft es der Filmkomponist und Schauspieler an die Spitze der Charts. Tragoudotsoulithres ist das vierte Album der Serie.[1] \| \| 24. Woche 1 Woche \| 1 \| (Verschiedene Interpreten) \| Sun:Set 5 by Alexandros Christopoulos \| – \| \| 25.–27. Woche 3 Wochen \| 3 \| Νότη Σφακιανάκη / Notis Sfakianakis \| Όταν επικοινωνούμε / Otan epikoinonoume \| – \| \| 28.–29. Woche 2 Wochen (insgesamt 3) \| 3 \| (Verschiedene Interpreten) \| Non Stop Mix 13 by Νίκος Χαλκούσης / Non Stop Mix 13 by Nikos Halkousis \| – \| \| 30. Woche 1 Woche (insgesamt 5) \| 5 \| Μελίνα Ασλανίδου / Melina Aslanidou \| Με φωνάζουνε με το μικρό μου / Me fonazoune me to mikro mou \| – \| \| 33. Woche 1 Woche (insgesamt 3) \| 3 \| (Verschiedene Interpreten) \| Non Stop Mix 13 by Νίκος Χαλκούσης / Non Stop Mix 13 by Nikos Halkousis \| – \| \| 34.–37. Woche 4 Wochen (insgesamt 5) \| 5 \| Μελίνα Ασλανίδου / Melina Aslanidou \| Με φωνάζουνε με το μικρό μου / Me fonazoune me to mikro mou \| – \| \| 38.–39. Woche 2 Wochen \| 2 \| Τάσος Ιωαννίδης / Tassos Ioannidis \| Λάχανα και Χάχανα – 24 τραγουδια απο το βιβλιο γλωσσας α' δημοτικου / Lahana kai Hahana - 24 tragoudia apo to vivlio glossas a dimotikou \| – \| \| 40.–42. Woche 3 Wochen \| 3 \| Luis Fonsi \| Despacito y mis grandes éxitos \| – \| \| 43.–48. Woche 6 Wochen (insgesamt 9) \| 9 \| Γιάννης Πλούταρχος / Giannis Ploutarhos \| Πέρα Απ' Τα Μάτια Μου / Pera ap' ta matia mou \| – \| \| 49. Woche 2017 – 3. Woche 2018 7 Wochen \| 7 \| Νίκος Οικονομόπουλος / Nikos Oikonomopoulos \| 10 \| – \| |                                            |                                             | | |
| ← 2016 |                                            |                                             | | → 2018 → |
| Zeitraum | Wo. ges.                                   | Interpret                                   | Titel | Zusätzliche Informationen |
| (Zeitraum, Wochen auf Platz eins, Interpret, Titel, zusätzliche Informationen) |                                            |                                             | | |
| 51. Woche 2016 – 5. Woche 2017 7 Wochen | 7                                          | Παντελής Παντελίδης / Pantelis Pantelidis   | Για παντα / Gia panta | – |
| 6.–12. Woche 7 Wochen (insgesamt 8) | 8                                          | (Soundtrack)                                | La La Land | – |
| 13. Woche 1 Woche (insgesamt 4) | 4                                          | Αντώνης Ρέμος / Antonis Remos               | Σπασμένα κομμάτια της καρδιάς / Spasmena kommatia tis kardias                                                                            | – |
| 14. Woche 1 Woche | 1                                          | (Verschiedene Interpreten)                  | Join the Club 5 | – |
| 15.–16. Woche 2 Wochen (insgesamt 4) | 4                                          | Αντώνης Ρέμος / Antonis Remos               | Σπασμένα κομμάτια της καρδιάς / Spasmena kommatia tis kardias                                                                            | – |
| 17. Woche 1 Woche | 1                                          | (Verschiedene Interpreten)                  | Σπασμένα κομμάτια της καρδιάς / In the Mix V.7 by Petros Karras                                                                          | – |
| 18.–19. Woche 2 Wochen | 2                                          | Χάρης Κωστόπουλος / Haris Kostopoulos       | Live | – |
| 20. Woche 1 Woche (insgesamt 8) | 8                                          | (Soundtrack)                                | La La Land | – |
| 21. Woche 1 Woche | 1                                          | Πάολα / Paola                               | Πάολα live / Paola Live | – |
| 22.–23. Woche 2 Wochen | 2                                          | Τάσος Ιωαννίδης / Tassos Ioannidis          | Λάχανα και Χάχανα – Τραγουδοτσουλήθρες / Lahana kai Hahana - Tragoudotsoulithres                                                         | Mit Musik für Kinder schafft es der Filmkomponist und Schauspieler an die Spitze der Charts. Tragoudotsoulithres ist das vierte Album der Serie. |
| 24. Woche 1 Woche | 1                                          | (Verschiedene Interpreten)                  | Sun:Set 5 by Alexandros Christopoulos | – |
| 25.–27. Woche 3 Wochen | 3                                          | Νότη Σφακιανάκη / Notis Sfakianakis         | Όταν επικοινωνούμε / Otan epikoinonoume                                                                                                  | – |
| 28.–29. Woche 2 Wochen (insgesamt 3) | 3                                          | (Verschiedene Interpreten)                  | Non Stop Mix 13 by Νίκος Χαλκούσης / Non Stop Mix 13 by Nikos Halkousis                                                                  | – |
| 30. Woche 1 Woche (insgesamt 5) | 5                                          | Μελίνα Ασλανίδου / Melina Aslanidou         | Με φωνάζουνε με το μικρό μου / Me fonazoune me to mikro mou                                                                              | – |
| 33. Woche 1 Woche (insgesamt 3) | 3                                          | (Verschiedene Interpreten)                  | Non Stop Mix 13 by Νίκος Χαλκούσης / Non Stop Mix 13 by Nikos Halkousis                                                                  | – |
| 34.–37. Woche 4 Wochen (insgesamt 5) | 5                                          | Μελίνα Ασλανίδου / Melina Aslanidou         | Με φωνάζουνε με το μικρό μου / Me fonazoune me to mikro mou                                                                              | – |
| 38.–39. Woche 2 Wochen | 2                                          | Τάσος Ιωαννίδης / Tassos Ioannidis          | Λάχανα και Χάχανα – 24 τραγουδια απο το βιβλιο γλωσσας α' δημοτικου / Lahana kai Hahana - 24 tragoudia apo to vivlio glossas a dimotikou | – |
| 40.–42. Woche 3 Wochen | 3                                          | Luis Fonsi                                  | Despacito y mis grandes éxitos | – |
| 43.–48. Woche 6 Wochen (insgesamt 9) | 9                                          | Γιάννης Πλούταρχος / Giannis Ploutarhos     | Πέρα Απ' Τα Μάτια Μου / Pera ap' ta matia mou                                                                                            | – |
| 49. Woche 2017 – 3. Woche 2018 7 Wochen | 7                                          | Νίκος Οικονομόπουλος / Nikos Oikonomopoulos | 10 | – |